# Phong thanh
Phong thanh (chữ Hán: 风声; bính âm: Feng sheng; tựa tiếng Anh: The Message hoặc Sound of the Wind) là một bộ phim điện ảnh Trung Quốc được chuyển thể từ tiểu thuyết cùng tên của nhà văn Mạch Gia, với cốt truyện khai thác về đề tài tình báo trong thời Chiến tranh thế giới thứ hai. Bộ phim do tập đoàn giải trí Hoa Nghị Huynh Đệ sản xuất và công chiếu trong dịp lễ kỷ niệm Quốc khánh Trung Quốc vào tháng 9 và 10 năm 2009. Được xem là một bộ phim "toàn sao", phim quy tụ nhiều ngôi sao tên tuổi của điện ảnh Trung Quốc, Đài Loan và Hồng Kông. Với thể hiện xuất sắc vai nữ điệp viên Lý Ninh Ngọc, Lý Băng Băng đã thắng giải Kim Mã lần thứ 46 cho hạng mục Nữ diễn viên chính xuất sắc nhất.

## Nội dung
Bối cảnh phim diễn ra tại Nam Kinh vào năm 1942 khi lãnh thổ Trung Quốc đang bị quân đội Đế quốc Nhật Bản xâm chiếm. Sau một loạt vụ ám sát nhằm vào quan chức thân Nhật, viên tướng Takeda đã tung tin tức giả hòng dụ bắt một nhóm người bị tình nghi là nội gián về ngôi biệt thự Cầu Trang để tra hỏi. Trò chơi "mèo vờn chuột" căng thẳng bắt đầu khi một điệp viên cộng sản Trung Quốc có mật danh "Lão Quỷ" cố gắng đưa tin tình báo ra ngoài để bảo vệ tổ chức của mình...
Trong nhóm người bị tình nghi có Cố Hiểu Mộng, Lý Ninh Ngọc và Đại úy Ngô Chí Quốc. Sở trưởng Vương Điền Hương cho đặt máy nghe lén trong từng phòng để theo dõi từng người. Quân Nhật còn phát những mẫu giấy thông tin cho nhóm người bị tình nghi và tất cả nhân viên công chức khắp nơi để họ ghi lại thông tin cá nhân cho quân Nhật gửi về sở chỉ huy điều tra thêm. Sau đó có một nhân viên công chức tên Bạch Tiểu Niên bị quân Nhật bắt về ngôi biệt thự để tra khảo và bị đánh đập đến chết.
Phim tiết lộ rằng Takeda là một người lạnh lùng và tàn nhẫn, trước đây trong một cuộc họp giữa các sĩ quan Nhật, hắn đã từng đâm bút vào mặt một sĩ quan cao cấp khi ông sĩ quan kia buông lời sỉ nhục hắn. Chính việc đó khiến hắn sắp bị cấp trên thuyên chuyển về Nhật, nhưng hắn đã xin được ở lại để điều tra về Lão Quỷ.
Takeda bắt đầu nghi ngờ Ngọc là gián điệp, hắn bắt buộc cô phải khỏa thân để hắn kiểm tra những bộ phận cơ thể cô xem cô có gian dối hay không. Sau cùng Takeda tin rằng Ngọc không phải gián điệp. Kim Sinh Hỏa bị quá nhiều áp lực nên đã dùng súng tự tử.
Quân Nhật tin rằng Đại úy Quốc là gián điệp khi phát hiện anh muốn thủ tiêu Mộng trong phòng giam. Quốc bị quân Nhật đem ra tra tấn đến mức thừa sống thiếu chết, chúng cũng có sử dụng hình thức châm cứu. Lúc này trong phòng riêng, Mộng tiết lộ với Ngọc rằng chính cô mới là gián điệp thật sự. Dù rất thương Mộng nhưng Ngọc đành phải làm theo lời Mộng mà đi tố cáo cô. Mộng bị bắt giữ và tra tấn, cô cố tình vùng lên chống cự để bị bắn chết. Còn Đại úy Quốc được đưa vào bệnh viện cấp cứu. Takeda sau đó đã bắn chết sở trưởng Vương.
Những việc làm của Takeda sớm bị lộ ra và hắn bị cấp trên bắt giữ. Trong lúc ngồi chờ đợi ở bến cảng, Takeda bất ngờ bị Quốc giết chết. Sau này chiến tranh kết thúc, Quốc đến gặp Ngọc hiện đang làm công nhân nhà máy dệt. Quốc tiết lộ rằng anh và Mộng là đồng đội của nhau, họ đã dàn dựng một số việc để qua mặt quân Nhật. Trước khi chết Mộng có để lại lời nhắn cho Ngọc bằng cách thêu lên chiếc áo xường xám của cô.

## Diễn viên
- Châu Tấn vai Cố Hiểu Mộng
- Lý Băng Băng vai Lý Ninh Ngọc
- Trương Hàm Dư vai Ngô Chí Quốc
- Huỳnh Hiểu Minh vai Takeda (Võ Điền)
- Tô Hữu Bằng vai Bạch Tiểu Niên
- Vương Chí Văn vai Vương Điền Hương
- Anh Đạt vai Kim Sinh Hỏa

## Giải thưởng
- Giải Kim Mã lần thứ 46 (2009): "Nữ diễn viên chính xuất sắc nhất" - Lý Băng Băng[3]